# Tobi Amusanová
Oluwatobiloba Ayomide „Tobi“ Amusanová (* 23. dubna 1997) je nigerijská atletka, jejíž specializací je běh na 100 metrů překážek. Je mistryní světa z roku 2022 a současnou držitelkou světového rekordu, který je zároveň i rekordem MS, jenž má hodnotu 12,12 s.

## Osobní rekordy

#### Hala
- běh na 60 metrů překážek – 7,41 s – 2. únor 2019, Albuquerque
- běh na 60 metrů překážek – 7,84 s – 31. leden 2020, Karlsruhe

#### Venku
- běh na 100 metrů – 11,14 s – 21. duben 2022, Albuquerque
- běh na 200 metrů – 22,66 s – 21. duben 2022, Albuquerque
- běh na 100 metrů překážek – 12,12 s – 24. červenec 2022, Eugene  (současný světový rekord)